# HRT 3
HRT 3, полное название Hrvatska radio televizija 3 (хорв. Хорватское радио телевидение 3), также известный как Treti program (с хорв. — «Третья программа») — третья телепрограмма Хорватского радио и телевидения, вещающая с 13 сентября 2012 года. В сетке программы — преимущественно художественные фильмы и телесериалы и культурно-образовательные программы.

## Современная сетка программ

### Телесериалы
- Шерлок
- Чисто английские убийства

### Документальные сериалы
- Nije tovar beštija
- Gorski Kotar-4 godišnja doba
- Kroz tvoje oči

### Программы
- Hrvatski akademici
- Žena zmaj
- Portreti
- Glazbeni specijal
- Vrijeme je za jazz
- Kulturna baština
- U dobrom društvu
- Ljetna arhiva
- Arhivski sadržaji

## Параметры вещания

### Наземное
- MUX B: Канал 3

### Спутниковое
- Eutelsat 16A: 10,721 ГГц / 27.5 (Viaccess 2.5, Viaccess 3.0)